# 劉子尚
劉子尚（450年—466年1月2日），字孝師，宋孝武帝劉駿次子，母為文穆皇后王憲嫄。

## 生平
孝建三年正月戊戌（456年2月3日），封西陽王，食邑二千户。三月癸丑（4月18日），任都督南徐、兗二州诸军事、北中郎将、南兖州刺史。七月丙子（9月8日），改任揚州刺史。大明二年十一月壬子（458年12月3日），加号抚军将军。大明三年（459年），任都督扬州江州之鄱阳、晋安、建安三郡诸军事、扬州刺史。曾上书指出农村发展两极化，「富强者兼岭而佔，贫弱者樵苏无讬，至渔採之地，亦又如兹」。大明五年四月癸巳（461年5月2日），改封為豫章王，领会稽太守。大明七年五月乙亥（463年6月3日），加使持节，进号车骑将军。十月癸丑（11月8日），加散骑常侍、开府仪同三司。大明八年十二月癸巳（465年2月10日），加封司徒。景和元年八月甲戌（465年9月19日），都督扬、南徐二州诸军事，领尚书令，解除解督东扬州之任。
起初，劉駿因為劉子尚是皇后之子，也是太子的弟弟，故對他還相當重視注意。但後來劉駿寵愛殷淑儀，連帶對她所生的新安王劉子鸞疼愛有加，劉子尚的寵愛也就漸漸衰落了。等到他長大以後，不但才能凡庸，而且人品個性頑劣兇惡，頗有其兄劉子業之風。
刘子业登基后，皇太后王憲嫄被其气死。数日后，刘子业梦见她说：“你不仁不孝，本来没有人君之相，而子尚跟你一样愚昧悖乱，也不会得到庇祐。先皇为人险恶又暴虐，已经天怒人怨了，虽然儿子很多，但都不是天命所在。最终的大运，还是会归还文帝的儿子。”
景和元年十一月己未（466年1月2日），即皇叔湘东王劉彧將劉子業殺害後的第二天，以皇太后路惠男的名義下令：「豫章王劉子尚個性頑劣，窮凶惡極，悖行天理；會稽長公主劉楚玉縱慾淫亂，私藏男寵，毫無人倫之道可言。現在，可以賜他們兩人在自宅自盡。」姊弟遂自盡死，劉子尚時年十六歲。